# جاکو سیمس
جاکو سیمس (انگلیسی: Jocko Sims؛ زادهٔ ۲۰ فوریهٔ ۱۹۸۱) بازیگر، کارگردان و تهیه‌کننده اهل ایالات متحده آمریکا است.
از فیلم‌ها یا برنامه‌های تلویزیونی که وی در آن نقش داشته‌است، می‌توان به آناتومی گری، استخوان‌ها، مهره سوخته، ذهن‌های جنایتکار، امور پنهانی، ان‌سی‌آی‌اس، کسل، کارشناسان سکس، مک‌گیور، طلوع سیاره میمون‌ها، جارهد، دختران رؤیایی، آخرین کشتی، پرونده سرد، چشم، عزیزم، سی‌اس‌آی، بابای آمریکایی!، درمانگاه خصوصی و آمستردام جدید اشاره کرد.